# クルードラゴン フリーダム
クルードラゴン「フリーダム」（Crew Dragon Freedom、ドラゴン・カプセルC212）はスペースXによって製造されて運用される、NASAの商業乗員輸送計画で使用されるクルードラゴン宇宙船。2022年4月27日に、第67次長期滞在の一部であるスペースX Crew-4ミッションの一部として、4名の人員を載せて国際宇宙ステーションに向けて打ち上げられた。

## 来歴
2022年3月23日に、ドラゴンC212が「フリーダム」と呼ばれることが発表された。チェル・リンドグレン宇宙飛行士は、この名称が基本的人権と妨げられない人間の精神から発せられる産業と革新を称えるために選択されたと述べた。同時に、この名称は1961年5月5日にアメリカ合衆国にとって初めての有人宇宙飛行となったアラン・シェパードのマーキュリー・レッドストーン3号で使用された宇宙カプセルである「フリーダム7」を称えるものでもある。

## 飛行
| ミッション | 徽章 | 打上日 (UTC)  | 着陸日 (UTC) | 乗組員                                                                                              | 期間               | 備考                                                              | 結果              |
| ---------- | ---- | ------------- | ------------ | --------------------------------------------------------------------------------------------------- | ------------------ | ----------------------------------------------------------------- | ----------------- |
| Crew-4     |      | 2022年4月27日 | 2022年秋     | - チェル・リンドグレン - ロバート・ハインズ - サマンサ・クリストフォレッティ - ジェシカ・ワトキンス | 25777時間 (進行中) | 長期間ミッション。第67/68次長期滞在の4名のメンバーをISSへと輸送。 | ISSにドッキング中 |